# پاکو خط دار (ماهی)
پاکوی خط دار با نام علمی Myloplus schomburgkii که به نام‌ تترا دیکسی، پاکوی دیسکی و پاکوی سیاهگوش نیز شناخته می‌شود، گونه‌ای از دندانه‌شکمان با نوار سیاه در طرفین است. این گونه بومی حوضه رودخانه آمازون میانی و پایینی، رودخانه نانای ، حوضه رودخانه اورینوکو بالایی در برزیل ، پرو ، ونزوئلا و احتمالاً سورینام است.  

## در آکواریوم
این ماهی علاوه بر اینکه یک ماهی آکواریومی نسبتاً محبوب است، به عنوان یک ماهی خوراکی نیز با اهمیت است. در یک آکواریوم، پاکوی خط دار تا ۴۰ سانتیمتر (۱۶ اینچ) رشد می کند .پی‌اچ 5 تا 7 و دمای 23 تا 27 درجه سانتیگراد را ترجیح می دهد . آنها شبیه به پاکو و پیرانا هستند. غذای آنها شامل میوه ها، ماهی های کوچک، سخت پوستان، صدف ها و حلزون ها است. این ماهی به سبب آرواره قوی خود می تواند گازهای محکمی و جدی بگیرد. 